# Błąd powrotu piłki na pole obrony (NBA)
Ten artykuł opisuje zagadnienie koszykarskie zgodne z normami NBA.
Zasady w ligach FIBA, NCAA lub innych mogą różnić się od tutaj przedstawionych.

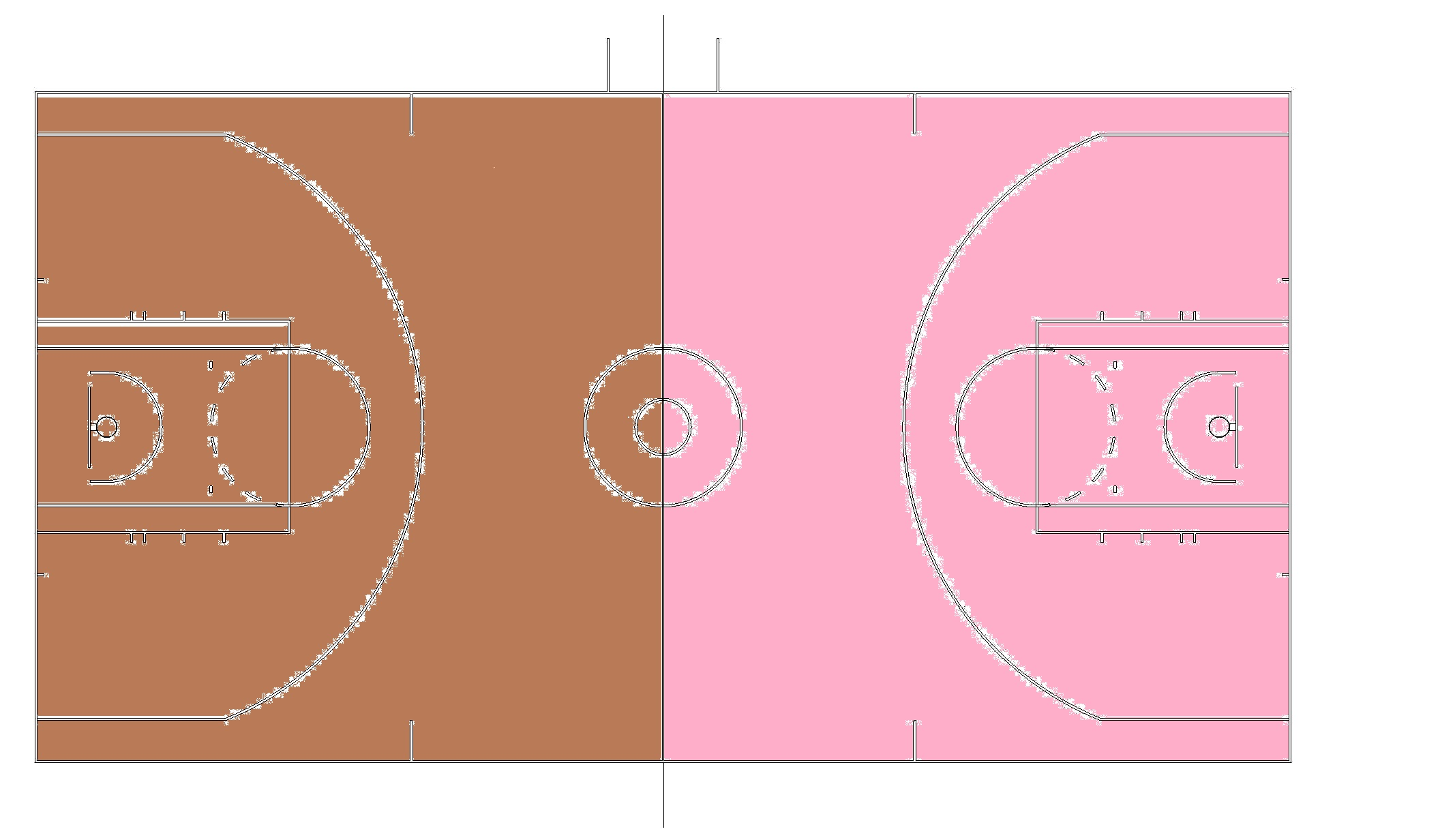
Zakładając, że drużyna z piłką atakuje kosz po prawej stronie, to połowa boiska zaznaczona na brązowo jest polem obrony, a na różowo - polem ataku.

Błąd powrotu piłki na pole obrony – w koszykówce błąd popełniany przez drużynę ataku w momencie, gdy po spowodowaniu przez zawodnika ataku przemieszczenia się piłki z pola ataku na pole obrony, ten sam gracz lub inny zawodnik z jego drużyny jako pierwszy dotknie piłki.
Wprowadzając piłkę z pola ataku nie jest dozwolone wprowadzenie jest na pole obrony. Wyjątek stanowi sytuacja w której do końca IV kwarty lub dogrywki pozostało 2 lub mniej minut. Wtedy dozwolone jest wprowadzenie piłki do gry w dowolne miejsce na boisku. Jednakowoż, jeśli piłka została wprowadzona z intencją wejścia w posiadanie na polu ataku, a zawodnik ataku na boisku zawodzi i powoduje przemieszczenie piłki na pole obrony, jego drużyna nie może dotknąć pierwsza tej piłki.
Podczas rzutu sędziowskiego, próby zdobycia punktów lub sytuacji w której zawodnik wybija piłkę z zatłoczonego obszaru, próbując dostać piłkę, piłka nie jest w kontroli żadnej z drużyn, więc zasada pierwszego dotknięcia nie ma zastosowania.
Karą za błąd jest wprowadzenie piłki do gry przez drużynę przeciwną z autu z wysokości linii środkowej boiska.